# Venetz Peak
Der Venetz Peak ist ein Berg im ostantarktischen Coatsland. Er ragt rund 1500 m am südöstlichen Rand der Bonney Bowl in den Herbert Mountains der Shackleton Range auf.
Aus der Luft fotografiert wurde er 1967 durch die United States Navy. Der British Antarctic Survey unternahm zwischen 1968 und 1971 die geodätische Vermessung. Das UK Antarctic Place-Names Committee benannte ihn 1971 nach dem Schweizer Ingenieur und Glaziologen Ignaz Venetz (1788–1859), der 1821 als Erster die Theorie der vormals größeren Ausdehnung alpiner Gletscher formuliert hatte.